# اوتسینگ
اوتسینگ (به آلمانی: Otzing) یک شهر در آلمان است که در دگندورف واقع شده‌است.

## خصوصیات
اوتسینگ ۳۰٫۴۴ کیلومترمربع مساحت دارد ۳۳۰ متر بالاتر از سطح دریا واقع شده‌است.